# プロパゲルマニウム
プロパゲルマニウム（Propagermanium）は、ゲルマニウム含有有機化合物のひとつで、別名は、ビス（2-カルボキシエチルゲルマニウム）三二酸化物、または、2-カルボキシエチルゲルマン三二酸化物とも呼ばれる。B型慢性肝炎の治療に承認された医薬品セロシオン。

## 効能・効果
日本での効能・効果は「HBe抗原陽性B型慢性肝炎におけるウイルスマーカーの改善」である。B型慢性肝炎の補完代替治療として用いられる。ウイルス感染防御作用および免疫賦活作用を有する。

### 研究
FBXW7たんぱく質に働きかけ、がんの転移を抑制することが2015年に九州大学の動物実験で確かめられている。2020年に同大の研究により、人間の乳がんの12人で同様の効果が見られ転移抑制能力が確認された。

## 禁忌
- 黄疸のある患者
- 肝硬変の患者、あるいは肝硬変の疑われる患者

## 副作用
重大な副作用として、B型慢性肝炎の急性増悪が知られている。